# Juniper (album)
Juniper – debiutancki album solowy polskiego rapera Bartka Przyłuckiego vel Przyłu, wydany 22 maja 2020 przez QueQuality. Płyta zadebiutowała na piątym miejscu zestawienia OLiS.
W marcu 2024 album uzyskał certyfikat złotej płyty.

## Lista utworów
| Nr  | Tytuł utworu                          | Długość |
| --- | ------------------------------------- | ------- |
| 1.  | „To będzie jakieś intro stary”        | 0:34    |
| 2.  | „Władca Much”                         | 2:57    |
| 3.  | „Leszy”                               | 3:12    |
| 4.  | „Carnival”                            | 3:48    |
| 5.  | „Pada elektryczny deszcz”             | 3:30    |
| 6.  | „Huty, zaplecza, amfibie” (ft. AVI)   | 3:13    |
| 7.  | „Juniper”                             | 2:40    |
| 8.  | „Przysięgam, że knuję coś niedobrego” | 4:00    |
| 9.  | „Bis”                                 | 3:17    |
| 10. | „Shire”                               | 2:32    |
| 11. | „Co za ból”                           | 3:29    |
| 12. | „Wiara” (ft. Zetha)                   | 2:48    |
| 13. | „Patrz”                               | 3:08    |
| 14. | „StrzelaMY”                           | 0:41    |
| 15. | „After” (ft. Kartky)                  | 4:10    |
| 16. | „Usta”                                | 3:50    |
|     |                                       | 47:49   |